# Corbion (Luxemburg)
Corbion (Waals: Côrbion) is een dorp in de Belgische provincie Luxemburg en een deelgemeente van de stad Bouillon in het arrondissement Neufchâteau. Corbion ligt aan de grens met Frankrijk.

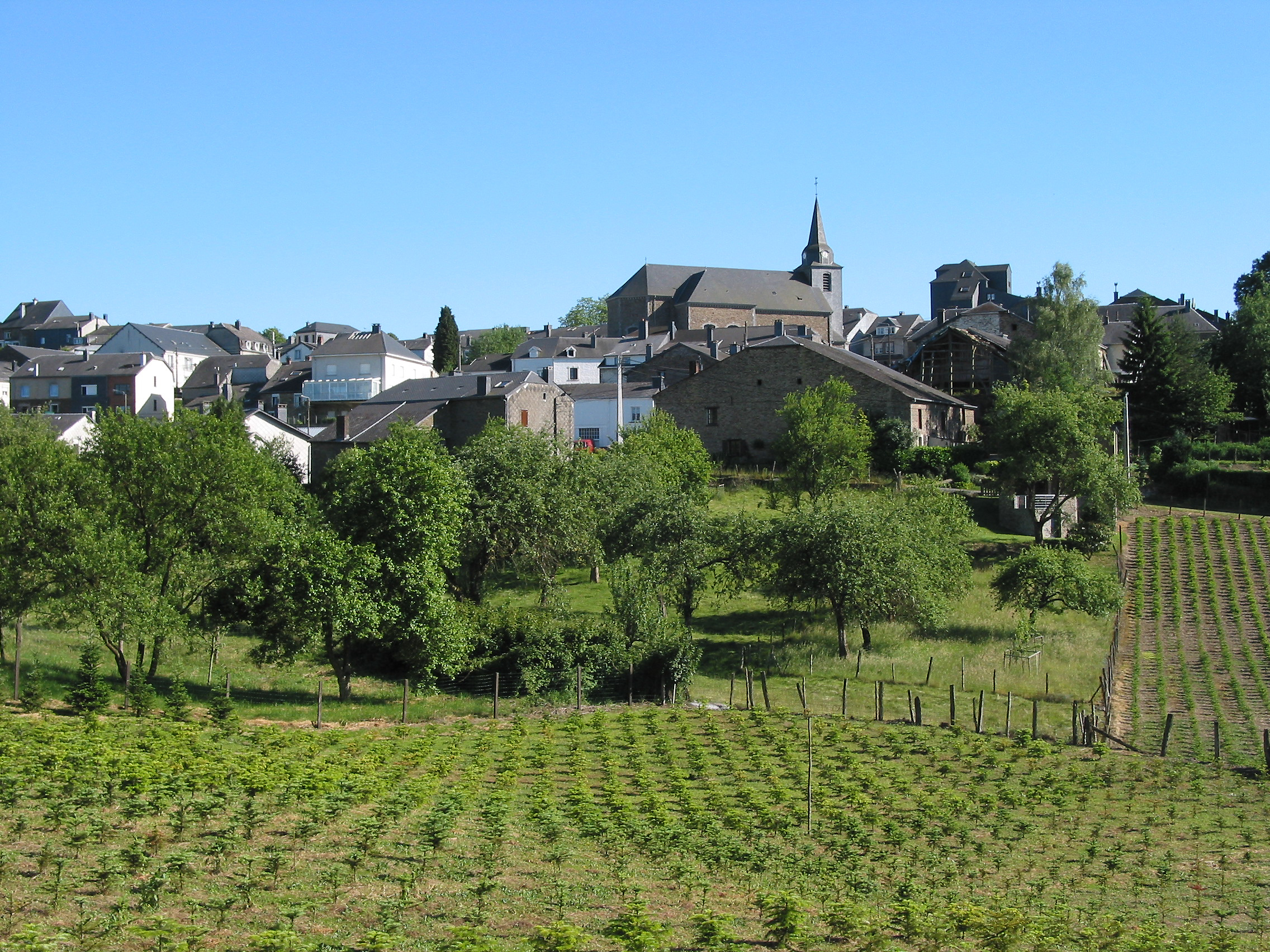
Uitzicht over Corbion

## Geschiedenis
Corbion behoorde vroeger tot het hertogdom Bouillon. Op het eind van het ancien régime werd het een gemeente in het departement Ardennes. Tot Corbion behoorden ook de dorpen Frahan en Poupehan.
In 1858 werd Frahan afgesplitst van Corbion en overgeheveld naar de nieuw opgericht gemeente Rochehaut, die grotendeels van de gemeente Vivy was afgesplitst. In 1877 werd ook Poupehan als zelfstandige gemeente afgesplitst van Corbion.
Bij de gemeentelijke fusies van 1977 werd Corbion een deelgemeente van Bouillon.

## Demografische ontwikkeling
- Bronnen:NIS, Opm:1831 tot en met 1970=volkstellingen, 1976= inwoneraantal op 31 december

## Bezienswaardigheden
- De Église Saint-Jean-Baptiste

## Geboren in Corbion
- Maurice Brasseur, Belgisch politicus

Deelgemeenten: Bellevaux · Bouillon · Corbion · Dohan · Les Hayons · Noirefontaine · Poupehan · Rochehaut · Sensenruth · Ucimont · Vivy

Overige dorpen: Botassart · Curfoz · Frahan · Mogimont

Overige kernen: Ban d'Alle · Bas Dohan · Beauchenai · Bèrôpré · Bodimont · Boulet · Briahan · Château-le-Duc · Claimont · Closures · Combra · Dessus le Moulin · Germauchamps · Grand Hez · Gros Hêtre · L'Espérance · La Boûle · La Cornette · La Charité · La Gemelle · La Heurette · La Justice · La Patte d'Oie · La Pichelotte · La Ramonette · Lauwé · Laviot · Le Ban · Le Bondon · Le Couroi · Le Soyisse · Le Stayi · Les Blancs Cailloux · Les Champs Bouloi · Les Côtes · Les Crêtes de Frahan · Les Différends · Les Enclaves · Les Longs Champs · Les Quatre Chemins · Les Sentinés · Les Trois Fontaines · Loveté · Menuchenet · Merleux Han · Mohan · Moulin du Bochet · Pré Hoc · Remifontaine · Rond le Duc · Rond Napoléon · Scotifontaine · Tirifontaine · Vardon

Belgische gemeenten · Arrondissement Neufchâteau · Luxemburg · Wallonië